# 大白杜鹃
大白杜鹃（学名：Rhododendron decorum ssp. decorum）为杜鹃花科杜鹃花属下的一个亚种。

## 扩展阅读
- 維基物種上的相關：大白杜鹃